# 斯托克代尔号驱逐舰
斯托克代尔号驱逐舰（USS Stockdale (DDG-106)）是美國海軍的一艘阿利·伯克級導彈驅逐艦。斯托克代尔号是美国海军第三艘以詹姆斯·史托戴爾的名字命名的軍艦，也是第56艘阿利·伯克級驅逐艦。斯托克代尔号驱逐舰由巴斯钢铁厂建造。斯托克代尔号于2008年9月30日交付给美國海军使用。它于2009年3月穿越了巴拿马运河。斯托克戴尔号于2009年4月18日開始停泊在休尼姆港。